# Metahof-Schlössl

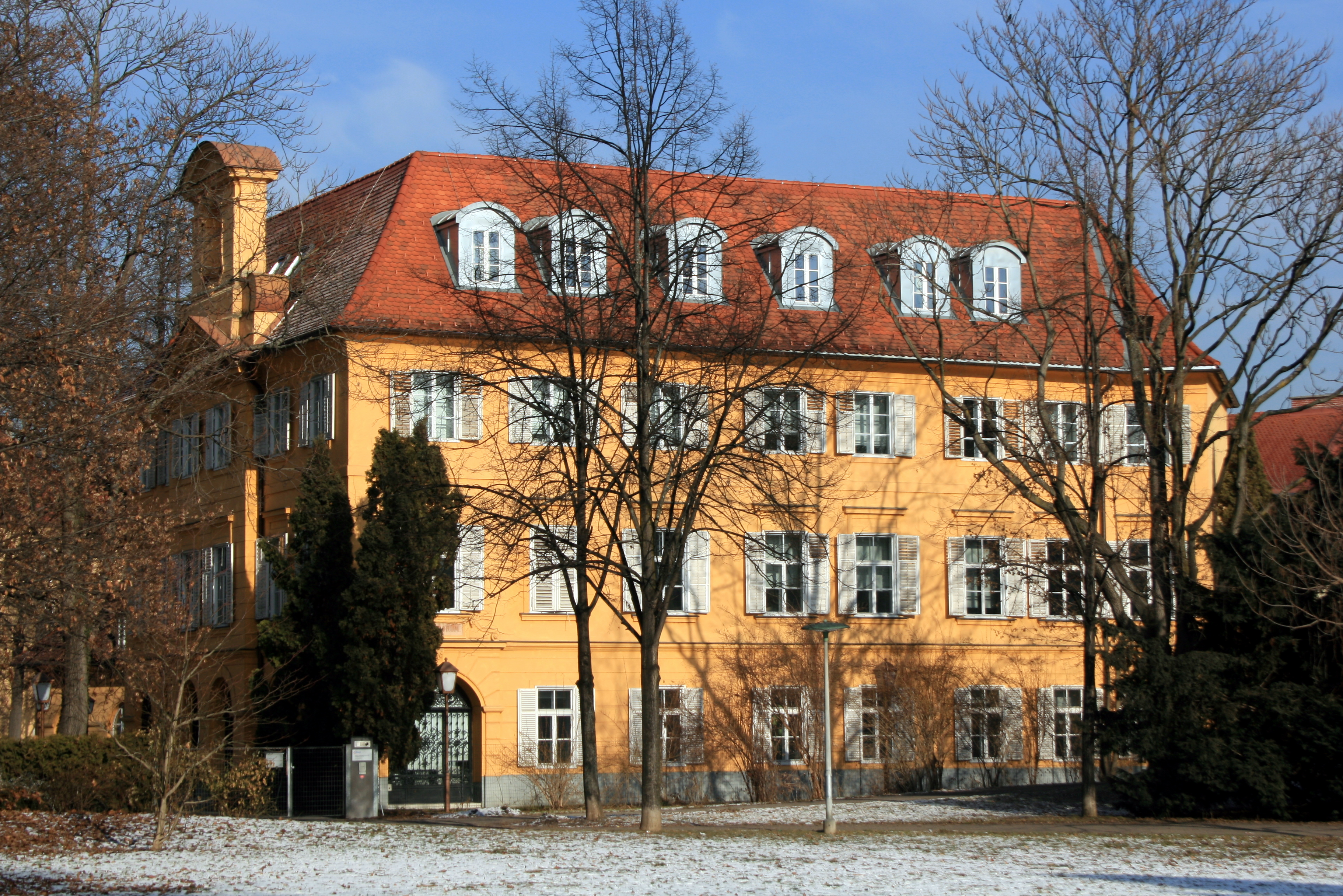
Metahof-Schlössl vom Park aus gesehen

Das Metahof-Schlössl ist ein kleines Schloss am Rande des Metahofparks im vierten Grazer Stadtbezirk Lend. 

## Geschichte
Die Bauherren des Metahof-Schlössls sind unbekannt, doch stand es im 16. Jahrhundert auf einem Dominikalgrund der Familie Eggenberg. Ab 1678 befand es sich jedenfalls im Besitz der Grafen von Saurau. Maria Ludwig Graf von Saurau, Eigentümer der Grazer Palmburg, ließ ab 1744 einen Umbau vornehmen, den Baumeister Joseph Hueber leitete. Dabei kam es zur Verlängerung des Nordtraktes und zum Zubau des West- und Südtraktes. Außerdem wurden eine Orangerie, ein Glashaus, ein freskierter Gartenpavillon und eine Meierei hinzugefügt. Das Metahof-Schlössl zählt heute zu den am besten erhaltenen Edelsitzen der Stadt Graz.
Nach wechselnden Besitzverhältnissen kam das Schlösschen 1805 in den Besitz des Grafen Kottulinsky, der sämtliche Nachbargrundstücke aufkaufte und den damals größten Grazer Privatgarten anlegen ließ. Durch eine Parzellierung im späten 19. Jahrhundert entstanden neue Straßenzüge. Die Familie Reininghaus war von 1889 bis 1945 als Besitzer eingetragen. Das Metahof-Schlössl diente als Treffpunkt von Personen des Grazer Kulturlebens wie Peter Rosegger, Wilhelm Kienzel und Karl Morré.
Nach schweren Bombenangriffen rund um den Grazer Hauptbahnhof wurden der Park und das Gartenportal zerstört. Das Schlösschen verfiel in weiterer Folge, bis 1963 der Gartenpavillon und der Verbindungstrakt zum Haupthaus abgetragen wurden. Kurz kursierten Pläne, auch das Metahof-Schlössl zugunsten der Errichtung einer Wohnhausanlage abzubrechen. Erst 1979 übernahm die Stadt Graz das Barockschlösschen. Es wurde als Bürogebäude adaptiert und an Firmen vermietet.